# Foxholes with Boythorpe
Foxholes with Boythorpe var en civil parish från 1866 till 1935 då den blev en del av Foxholes, i grevskapet East Riding of Yorkshire (nu North Yorkshire), i England. Civil parish var belägen 17 km från Scarborough och hade 201 invånare år 1881.